# ЕП (електровоз)
Електровоз ЕП — промисловий електровоз постійного струму, що будувався в СРСР в 1930-х роках. Локомотиви цієї серії призначалися для вантажних перевезень на трамвайних лініях і на коліях підприємств.

## Історія
Електровози серії ЕП стали продовженням першої радянської серії промислових електровозів, що будувалися в 1926 і 1927 роках заводом «Динамо» і Митищинським вагонобудівним заводом. У 1930-х роках виробництво механічної частини з Митищинського заводу перенесли на Подільський крекінго-електровозобудівний завод, внесли ряд невеликих змін до екіпажної частини електровоза і дали серії ім'я ЕП (ЕПУ — з шириною кузова 2300 мм і ЕПШ — 2900 мм).
В Київському музеї історії електротранспорту знаходиться електровоз цієї серії.